# Tethystola
Tethystola is een kevergeslacht uit de familie van de boktorren (Cerambycidae). De wetenschappelijke naam van het geslacht werd voor het eerst geldig gepubliceerd in 1868 door Thomson.

## Soorten
Tethystola omvat de volgende soorten:
- Tethystola brasiliensis Breuning, 1940
- Tethystola cincta Martins & Galileo, 2008
- Tethystola dispar Lameere, 1893
- Tethystola inermis Galileo & Martins, 2001
- Tethystola minima Galileo & Martins, 2001
- Tethystola mutica Gahan, 1895
- Tethystola obliqua Thomson, 1868
- Tethystola unifasciata Galileo & Martins, 2001